# 시라스카정
시라스카정(일본어: 白須賀町)은 일본 시즈오카현의 서부, 하마나군에 속해있던 정이다. 현재의 고사이시 남서부에 해당한다. 군제 시행 당시에 하마나군의 유일한 정촌이었다.

## 역사
- 1889년 4월 1일 - 정촌제 시행에 의해 하마나군 시라스카정이 성립하였다.
- 1955년 4월 1일 - 와시즈정, 신조촌, 이리데촌, 지바타촌과 합병해, 고사이정이 성립하였다.

## 교육

### 초등학교
- 시라스카정립 시라스카 초등학교(1873년 8월 24일 창립)

### 중학교
- 시라스카정립 시라스카 중학교

## 교통

### 도로
- 국도 제1호선

## 참고문헌
- 角川日本地名大辞典 22 静岡県